# Leonhard Huizinga

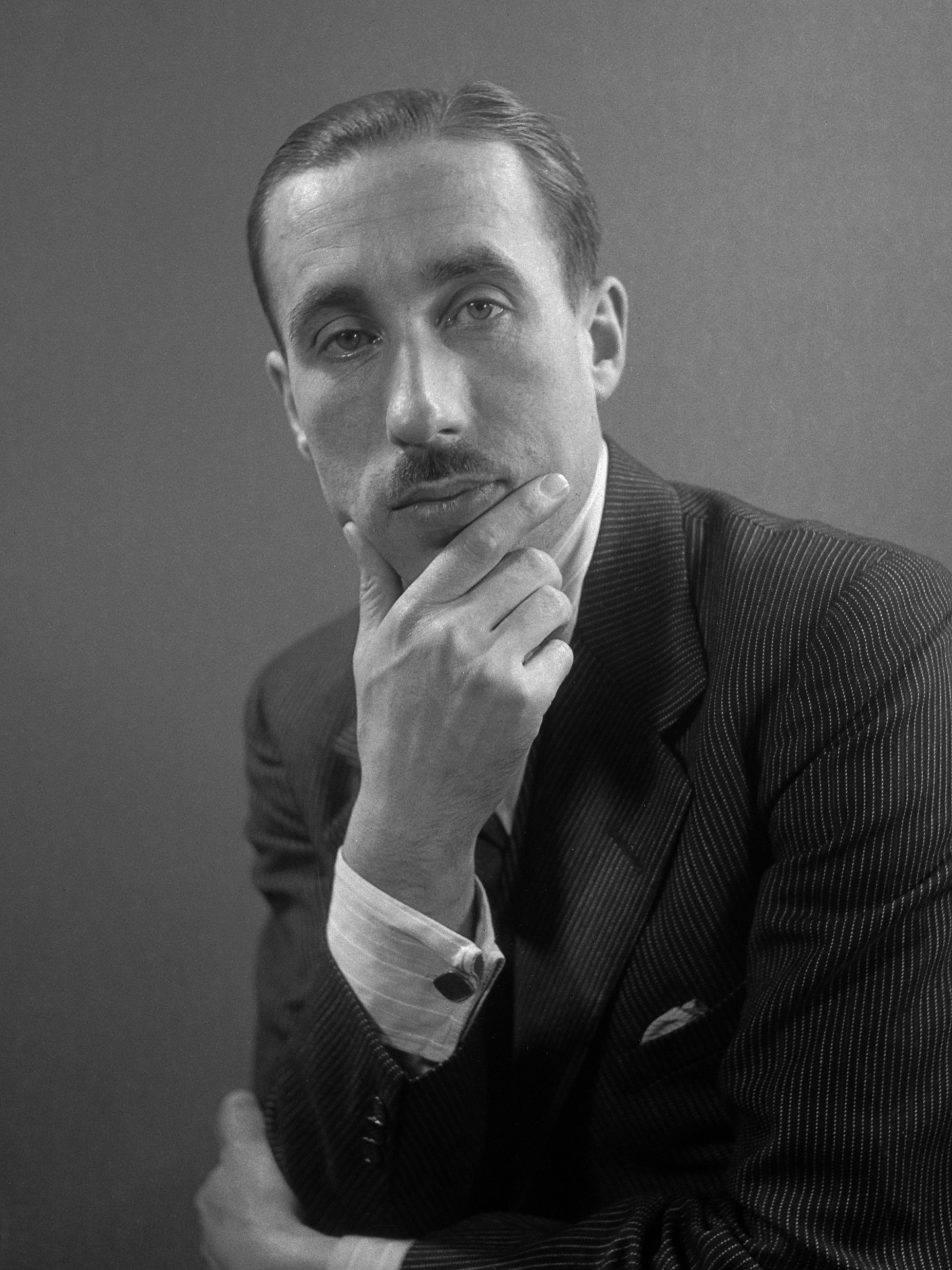
Leonhard Huizinga (1945)

Leonhard Huizinga (Groningen, 3 augustus 1906 – Wassenaar, 9 juni 1980) was een Nederlandse schrijver.
Tot zijn bekendste werken behoorden de schelmenromans rond de tweeling Adriaan en Olivier. Hij was een zoon van de historicus Johan Huizinga en jkvr. Mary Vincentia Schorer (1876-1914).